# Wouter Burger
Wouter Burger, né le 16 février 2001 à Zuid-Beijerland, est un footballeur néerlandais, qui évolue au poste de milieu de terrain au TSG Hoffenheim.

## Biographie

### En club
Le 25 février 2019, Wouter Burger prolonge son contrat jusqu'en 2023 avec le Feyenoord Rotterdam.
Il est prêté au Excelsior Rotterdam pendant quelques mois en 2020. Puis durant la saison 2020-2021 au Sparta Rotterdam.
En août 2021, il signe au FC Bâle pour un contrat de 4 ans, jusqu'en 2025,.
Le 25 août 2023, Wouter Burger rejoint l'Angleterre afin de s'engager en faveur de Stoke City. Il signe un contrat de quatre ans, soit jusqu'en juin 2027.

### En équipe nationale
Avec les moins de 17 ans, il participe au championnat d'Europe des moins de 17 ans en 2018. Lors de cette compétition, il joue cinq matchs. Les Pays-Bas remportent le tournoi en battant l'Italie en finale après une séance de tirs au but.

## Palmarès

### En sélection
- Vainqueur du championnat d'Europe des moins de 17 ans en 2018 avec l'équipe des Pays-Bas des moins de 17 ans